# Gino Soggetti
Gino Giuseppe Soggetti (Santa Giuletta, 1898 – Pavia, 1958) è stato un pittore, illustratore e poeta italiano.

## Biografia
Aderisce al movimento futurista, è stato insieme ad Angelo Rognoni il principale esponente del futurismo pavese. Collabora con L'Italia futurista e, insieme ad Angelo Rognoni, fonda a Pavia nel 1917 La Folgore Futurista.
Nel 1918 partecipa all'Esposizione nazionale futurista a Milano e alla Mostra Nazionale futurista di Piacenza.
Nel 1922 è all'Esposizione futurista internazionale di Torino, nello stesso anno fonda la casa editrice Avanguardia, con l'obiettivo di favorire i giovani scrittori.
Al primo congresso Nazionale futurista del 1924 si allontana dal movimento per divergenze politiche con Filippo Tommaso Marinetti dopo la Marcia su Roma, Soggetti era un rappresentante delle correnti anarchiche di Torino e Novara.
Nel 1926 partecipa alla mostra dei pittori futuristi della IV Biennale di Reggio Calabria, invitato da Enzo Benedetto detto Record.
Nel 1930 è alla Biennale di Venezia grazie a Fillia (pseudonimo di Luigi Enrico Colombo).
Dopo essersi distaccato dal Futurismo ufficiale, continuò a scrivere, arrivando nel secondo dopoguerra con una forma di espressione più tradizionale.